# فراغانيانو
فراغانيانو (بالإيطالية: Fragagnano)‏ هي بلدية في مقاطعة تارانتو في إقليم بوليا الإيطالي.

## السكان
في سنة 1861 بلغ عدد السكان 2٬386 نسمة، وتطور العدد ليصل في سنة 2011 لـ 5٬353 نسمة.
يظهر هذا المخطط البياني تطور النمو السكاني لـ فراغانيانو